# Jan van Boxtel
Jan van Boxtel (Mill, Brabante Septentrional; 5 de julio de 1936-Nimega, 26 de noviembre de 2015) fue un futbolista neerlandés que jugaba en la demarcación de centrocampista.

## Biografía
Debutó como futbolista de la mano del entrenador Rein ter Horst con el NEC Nijmegen. Su primer partido con el club se produjo el 22 de septiembre de 1957 en un partido contra el Go Ahead Eagles. Su primer tanto con el NEC lo anotó en su tercer partido con el equipo, siendo este de la Copa de los Países Bajos contra el DIO '30. Su primer gol en liga fue en el siguiente partido tres días después contra el Heracles Almelo. Tras seis temporadas en el club, en 1963, dejó el club para fichar por el SC Helmondia y finalmente por el Juliana Mill, equipo en el que se retiró en 1970. Falleció el 26 de noviembre de 2015 en Nimega a los 79 años de edad.

## Clubes
| Club         | País         | Año         | Partidos | Goles |
| ------------ | ------------ | ----------- | -------- | ----- |
| NEC Nijmegen | Países Bajos | 1957 - 1963 | 163      | 29    |
| SC Helmondia | Países Bajos | 1963 - 1964 |          |       |
| Juliana Mill | Países Bajos | 1964 - 1970 |          |       |